# Вехос (язык)
Вехос («Mataco Vejoz», Vejos, Vejoz, Wichí Lhamtés Vejoz) — индейский язык, который относится к группе вичи матакской группы языков, на котором говорит народ вичи, проживающий на северных территориях провинций Сальта, Формоса, Жужуй, Чако и западной долине рек Тоба, Бермехо и на реке Пилькомайо в Аргентине.
Рассматривается как диалект языка матагуайо